# Чемпионат мира по современному пятиборью 1969
XVI Чемпионат Мира по современному пятиборью среди мужчин проходил в Будапеште,  Венгрия с 21 по 25 сентября 1969 года.
Венгрия — сильнейшая спортивная страна мира. Не будет преувеличением сказать, что она является и одной из ведущих в современном пятиборье, которое, начиная с первых общенациональных соревнований в 1946 году, превратилось в массовый и всеми любимый вид спорта.
Столица Венгрии собрала 45 спортсменов из 18 стран. Одновременно здесь проходило первенство мира среди юниоров, в котором участвовало 39 пятиборцев из 14 стран.
Накануне соревнований председатель Венгерской федерации современного пятиборья Мате Бордаш, он же председатель Организационного комитета чемпионата мира, не скрывал волнения. Четырнадцать лет прошло после V чемпионата мира, который проходил в Будапеште в 1954 году и принес вторую убедительную победу венгерской команде в составе знаменитых Ф.Бенедека, И.Сонди и К.Ташнади. На сей раз венгерская сборная во главе с четырехкратным чемпионом мира Андрашем Бальцо также намеревалась победить. Но это была уже другая команда. Тройка— Бальцо, Терек, Мона, выигравшая четыре чемпионата мира и Олимпийские игры в Мехико,—уже перевернутая страница истории пятиборья. Подготовить достойных преемников знаменитых мастеров, помочь молодёжи набраться опыта—более важная задача, чем победа, но это не означает отказ от стремления выиграть, — признался глава Венгерской федерации. Немаловажно также за короткий предолимпийский период побольше узнать о сопернике, не показывая свои «козыри». Что ж! Своеобразная психологическая игра, тонкая разведка, а также желание иметь нечто что про запас, чтобы в решающий момент озадачить соперника и лишить его шанса на победу, — характерный тактический приём в спорте. Это не мешало хозяевам чемпионата самым тщательным образом подготовиться к приему участников и гостей, обеспечить высокий уровень организации соревнований.

## Команда СССР
Советская сборная в составе Бориса Онищенко, Стасиса Шапарниса и дебютанта Белова Вячеслава была главным соперником венгерской команды. Руководитель советской делегации делегации — Игорь Александрович Новиков. Старший тренер — Чувилин Олег Игнатьевич.

## Открытие чемпионата
Открытие чемпионата состоялось на конкурном поле национальной сельскохозяйственной выставки, где задолго до начала церемонии собралось около 20 тыс. зрителей. Интерес к турниру был огромный. Создалось впечатление, что вся страна от мала до велика живёт им. Болельщики приехали со всех концов Венгрии, многие целыми семьями, с друзьями, чтобы стать свидетелями поединков сильнейших пятиборцев мира. Фанфары оповестили о начале торжественного открытия чемпионата. Публика аплодисментами встречает представителей правительства страны, руководителей УИПМБ С.Тофельта и В.Грута, а также знаменитых пятиборцев И.Новикова, Б.Ферма, А.Бальцо. Президент УИПМБ С.Тофельт тепло поприветствовал собравшихся, выразив уверенность, что все станут свидетелями прекрасной спортивной борьбы. Далее, как и полагается торжественным маршем прошли всадники с флагами стран-участниц, команды в алфавитном порядке, девушки вручили цветы, и под музыку венгерского композитора Эркеля в небо плавно взлетели голуби. Пока публика переживала эмоциональный заряд церемонии, спортсмены готовились к жеребьевке, волнуясь и пытаясь угадать, какая лошадь попадется: хорошая или похуже, быстрая или медлительная, строптивая или послушная.

## Верховая езда
Верховая езда началась не очень удачно, хотя трасса и не отличалась особой сложностью. В первом гите ни одному всаднику не удалось преодолеть маршрут без ошибок и уложиться в норму времени 2 мин 30с. Многим на последнем препятствии—канаве с водой пришлось искупаться. В результате ни один не достиг оценки 1000 очков. Спортсмены приуныли, публика сникла.
Но это настроение развеялось, когда на конкурном поле появились Онищенко, Бальцо, Ферм. Предельно собранно преодолевает маршрут Онищенко. Ни одной ошибки на дистанции, штрафные очки лишь за превышение нормы времени. Результат—1075 очков. Зрители замерли, когда на поле выехал Бальцо. Он демонстрирует высшее мастерство верховой езды. Болельщики, хотя и понимают, что нельзя мешать всаднику, не могут молчать. После каждого удачного прыжка взрываются криками «браво». Бальцо финишировал без ошибок, но проехал менее резво, чем Онищенко. В итоге у него 1050 очков. Никто из последующих всадников не превысил эти показатели. Надо было видеть ликование публики. Толпа не дала спортсмену уйти со стадиона и ему пришлось вместе с ними до конца досмотреть соревнование. Конечно, приятно, когда публика так поддерживает спортсмена. Но Бальцо испытывал двоякое чувство. Доверие многому обязывает, все ждут непременно победы кумира, так что, как выразился Бальцо, страшновато было ощущать всеобщую поддержку.
Удачно прошли дистанцию австриец Жеребичник— 1040 очков, финн Хатанен—1030 очков, американец Бек. С последним произошла неувязка. Ему вначале объявили максимальное количество очков—1100. Но шведы опротестовали этот результат, утверждая, что спортсмен сделал осаживание и нарушил высоту на одном препятствии. Жюри долго обсуждало протест и вынесло решение снять 70 очков за эти ошибки. Швед Ферм, пройдя почти всю дистанцию чисто, на последнем препятствии падает и получает 935 очков. Шапарнис и Белов сравнительно удачно преодолевают маршрут. Их результат 970 и 930 очков был достаточным, чтобы советская команда вышла на 1-е место. Венграм на этот раз фортуна не улыбнулась. Они были пятыми, после американцев, австрийцев и англичан.

## Фехтование
Фехтовальный марафон длился 12 часов. Самое высокое искусство владения шпагой показал олимпийский чемпион 1968 года Ферм. Он одержал 33 победы (1078 очков) и занял 1-е место. За ним с 30 победами Бальцо, Фрингс (ФРГ), Пешти (США) по 1000 очков. Онищенко (СССР) и Эссер (ФРГ) имели на одну победу меньше (974 очка). После двух дней лидером с преимуществам в одно очко стал Бальцо, потеснив на 2-е место Онищенко. Команда Советского Союза продолжала занимать первую строчку турнирной таблицы, имея 5753 очка. Венгрия с суммой 5558 очков с 5-го места переместилась На 2-е. Сборная ФРГ с 5433 очками — на 3-е место.

## Стрельба
Третий день начался минутой молчания по случаю скоропостижной кончины руководителя делегации Японии Йосихиро Ионойе.
На огневом рубеже хладнокровнее всех держался американец Бек, выбив 196—1044 очка. Онищенко показал 2-й результат—195—1022 очка. Два спортсмена—поляк Сайдак и венгр Келемен имели по 194—1000 очков. Бальцо и Тшуи (Швейцария) закончили стрельбу с результатами 193—978 очков. После трех видов Бальцо и Онищенко вновь поменялись местами, Ферм имел третий результат. В командном противостоянии позиция советской иной осталась непоколебимой, хотя венграм удалось сократить разрыв до 63 очков. В личном споре отставание Бальцо на 43 очка от лидера привело последнего в смятение. В своем дневнике он писал, что растерялся. После того как он удачно прошел три вида и почувствовал, что может оправдать ожидания соотечественников, горячо болеющих за него, что ему для победы достаточно проплыть и пробежать так же, как в Мехико, он вдруг оказался перед возможным поражением. Это было, по его словам, состояние студента-отличника перед экзаменом, к которому он впервые не подготовился, но идти на экзамен надо, хотя придется пережить стыд провала.

## Плавание
На трибунах спортивного бассейна, что называется «негде яблоку упасть». Вновь масса болельщиков пришла посмотреть на своего любимца, поддержать, подбодрить, разделить успех, в который они верили до конца. Бальцо их не подвёл. Он красиво и уверенно преодолевает 300 метров за 3мин 41,7с. Онищенко показывает 3мин 37,9с, увеличив своё преимущество до 75 очков. Но Бальцо считает, что не все ещё потеряно. Чтобы стать победителем, ему достаточно выиграть в беге 26 секунд.

## Бег
Тысячи поклонников пятиборья вышли к трассе. По дороге к месту соревнований виден был склон холма, пестревший от сидящих на нем зрителей, которые время от времени бурно выражали свои эмоции. Как только Бальцо вышел на старт, толпы людей в едином порыве скандировали: «Вперед, Банди!» «Вперед, венгры!» Но это он не слышал, ибо был предельно мобилизован на успешное прохождение дистанции. На двухкилометровой отметке ему сообщили, что выигрывает у Онищенко 28 секунд. Это вселило уверенность, которая подхлестнула его не бежать, а лететь к финишу. Результат был фантастический—12мин 6,9 секунды— 1387 очков. То, что творилось на финише, нельзя передать словами. Бальцо в дневнике записал, что он не очень запоминает подробности соревнований и чествования победителей, но пока жив, не забудет ни одного эпизода этого кросса.

## Итоговые результаты
Бальцо завоевал пятую золотую медаль чемпиона мира в личном первенстве. Это был невиданный в истории современного пятиборья успех, рекорд чемпионского долголетия.
Советская команда тоже праздновала победу. После успеха на Олимпиаде в Токио она четыре раза подряд уступала венграм чемпионский титул. Вполне естественным поэтому было стремление спортсменов к реваншу. Кроме того сборная СССР пережила неудачу на прошлых Олимпийских Играх в Мехико. Капитан сборной Онищенко, имевший шансы на личную победу, сосредоточился на главной задаче—добиться командного успеха. С суммой 5467 очков он стал серебряным призёром чемпионата, проиграв Бальцо 48 очков. Стасис Шапарнис, пережив неудачу в фехтовании (766 очков), в остальных видах сумел мобилизоваться и внести достойную лепту в командную победу. Вячеслав Белов, впервые выступавший в состязаниях такого уровня, продемонстрировал высокое мастерство, завоевал 5-е место в личном зачете.
Команде Венгрии досталось серебро. Чемпион Олимпийских игр Бьерм Ферм в результате упорной борьбы завоевал бронзовую медаль, но сборной Швеции не удалось подняться выше 5-го места. В то же время трио из ФРГ, которое в последние годы дважды попадало в шестерку сильнейших команд, на этом чемпионате впервые удостоилось, бронзовой награды. Четвертое место вновь за спортсменами США, 6-е—Финляндии.
На соревнованиях юниоров победа досталась венграм. А серебро — личное и командное — советским юниорам.
Ряд участников этих соревнований вскоре пополнили национальные сборные команды: Виланьи (Венгрия), Иванов (СССР), Янссон, Якобссон (Швеция), Спырля (Румыния).
* Итоговые результаты. Личное первенство.
| Место | Спортсмен       | Страна  | Сумма |
| ----- | --------------- | ------- | ----- |
| 1.    | Андраш Бальцо   | Венгрия | 5515  |
| 2.    | Борис Онищенко  | СССР    | 5467  |
| 3.    | Бьерн Ферм      | Швеция  | 5221  |
| 4.    | П. Бако         | Венгрия | 5141  |
| 5.    | Вячеслав Белов  | СССР    | 5124  |
| 6.    | Э. Фрингс       | ФРГ     | 5089  |
| 7.    | Стасис Шапарнис | СССР    | 5049  |

* Итоговые результаты. Победители и призеры.
| Дисциплина           | Золото                                                            | Серебро                                                 | Бронза                                   |
| Индивидуальный зачет | Венгрия · Андраш Бальцо · 5515                                    | СССР · Борис Онищенко · 5467                            | Швеция · Бьерн Ферм · 5221               |
| Командный зачет      | СССР · Борис Онищенко · Вячеслав Белов · Стасис Шапарнис · 15 730 | Венгрия · Андраш Бальцо · Пал Бако · И. Клемен · 15 622 | ФРГ · Э. Фрингс · Эссер · Редер · 14 735 |